# Табаџија
Табаџија је занатлија који „табањем“ тј. ударањем омекшава вунену тканину насталу ткањем. 
Када се вуна са овце ошиша, опере, упреде и употреби за ткање, добијена тканина је оштра под прстима и није пријатна за ношење јер „гребе“.
Тканину тада преузима табаџија који је потапа у воду и „таба“ дрвеном удараљком која личи на лопату. Поступак се понавља више пута. Табање тканине је карактеристично за јужну Србију и Македонију. Претпоставља се да данас још увек постоје активне табаџије. Поред лопатице, за табање се користи и посебна справа направљена од кестеновог дрвета која покретана водом као воденица, гњечи, таба тканину, која је потопљена у текућу воду.
Под термином табаџија у београдском сленгу или шатровачком језику се подразумева особа која је спремна да истуче другу, особа лака на кавги и тучи.